# Курдома
Курдома (рос. Курдома) — присілок в Воскресенському районі Нижньогородської області Російської Федерації.
Населення становить 109 осіб. Входить до складу муніципального утворення Богородська сільрада.

## Історія
Від 2009 року входить до складу муніципального утворення Богородська сільрада.

## Населення
| 1999 | 2002 | 2010 |
| ---- | ---- | ---- |
| 142  | ↘134 | ↘109 |